# Burbîne, Semenivka
Burbîne (în ucraineană Бурбине) este un sat în comuna Puzîri din raionul Semenivka, regiunea Poltava, Ucraina.

## Demografie
Componența lingvistică a localității Burbîne
     Ucraineană (96,33%)
     Rusă (2,75%)
     Alte limbi (0,92%)
Conform recensământului din 2001, majoritatea populației localității Burbîne era vorbitoare de ucraineană (96,33%), existând în minoritate și vorbitori de rusă (2,75%).